# 宋僖公
宋僖公（？—前831年），中國西周時期宋國君主。子姓，名舉。
宋厲公之子。僖公十七年（前841年），周厲王出奔彘，共和行政。二十八年（前831年），僖公卒後，子覵立。